# Kaszimovi
A kaszimovi a késő karbon földtörténeti kor négy korszaka közül a harmadik, amely 307,0 ± 0,1 millió évvel ezelőtt (mya) kezdődött a moszkvai korszak után, és 303,7 ± 0,1 mya zárult a gzseli korszak előtt.